# Sobarocephala peruana
Sobarocephala peruana är en tvåvingeart som beskrevs av Soos 1965. Sobarocephala peruana ingår i släktet Sobarocephala och familjen träflugor.
Artens utbredningsområde är Peru. Inga underarter finns listade i Catalogue of Life.